# Ava (film)
Ava 2020-ban bemutatott amerikai akció-thrillerfilm, melyet Tate Taylor rendezett és Matthew Newton írt. A főszereplők Jessica Chastain, John Malkovich, Common, Geena Davis, Colin Farrell, Ioan Gruffudd és Joan Chen.
Mozimegjelenése Magyarországon 2020. július 2-án volt a Big Bang Media jóvoltából, az Amerikai Egyesült Államokban pedig a DirecTV Cinema útján, 2020. augusztus 27-én adták ki, majd korlátozott színházi és Video on Demand megjelenés 2020. szeptember 25-én történt a Vertical Entertainmenten gyártócég által. A Netflix 2020. december 7-én mutatta be.

## Rövid történet
Egy hivatásos bérgyilkos, Ava megpróbál kibékülni elhidegült családjával, ám hamarosan ő maga is célponttá válik, miután egy küldetése rosszul alakul.

## Cselekmény
Ava Faulkner (Jessica Chastain) egy gyógyulófélben lévő függő és egykori katona, akiből bérgyilkos lett. Franciaországban elrabolja új célpontját, egy angol üzletembert. Mielőtt megölné, kikérdezi, miért akarja valaki a halálát. A nő tudta nélkül egy másik nő elektronikusan lehallgatja a beszélgetést. Ezután Ava Bostonba repül, ahol meglátogatja elhidegült nővérét, Judyt és édesanyját, Bobbit, aki anginás fájdalmak miatt kórházba került. Ava nyolc éve nem látta őket.
Ava irányítója és egykori katonai felettese, Duke Szaúd-Arábiába küldi, hogy öljön meg egy német tábornokot. Ava csapdába csalja a tábornokot, és mérget fecskendez be neki, hogy úgy tűnjön, mintha szívrohamban halt volna meg. A tábornok biztonsági őrei megzavarják a műveletet. Lövöldözés következik, melynek során az összes férfi meghal.
Ava elmenekül, és Barneville-Carteret-be utazik (Franciaország), ahol Duke bocsánatot kér az elszúrt akcióért, azt állítva, hogy a rossz információ egy tévedés volt. A férfi szabadságot ad neki, hogy kipihenje magát.
Ava visszatér Bostonba, és találkozik Michaellel, korábbi vőlegényével, aki most a húgával, Judyval van kapcsolatban.
Brit Kolumbiában Duke találkozik felettesével, Simonnal.  Simon lánya, Camille az a nő, aki korábban lehallgatta Ava merényletét. Simon úgy véli, hogy Ava teher, és hogy a célpontok kikérdezése a műveletük iránti elégtelen elkötelezettségről tanúskodik.  Miután Duke távozik, Simon jóváhagyja az Ava elleni merényletet.  A nő megöli a támadóját, majd szembesíti Duke-ot, aki ragaszkodik ahhoz, hogy ez egy drogfüggő véletlenszerű támadása volt.
Aznap este Ava vacsorázni megy Judyval és Michaellel, de a beszélgetésük nem alakul jól. Másnap reggel Judy találkozik Avával, és közli vele, hogy Michael eltűnt. Rájön, hogy újra elkezdett szerencsejátékozni. Ava megmenti őt egy szerencsejáték barlangból, amelyet egy nő, Toni vezet, akinek Michael lekötelezettje.
Duke újra felkeresi Simont, és elárulja, tudta, hogy Avát felültették. A két férfi között veszekedés alakul ki, melynek eredményeképpen Simon megöli Duke-ot. A férfi elküldi Avának a Duke haláláról készült videót. A megtört szívű Ava Judy házához megy, ahol meghívja Michaelt, hogy szökjön el vele, de a férfi visszautasítja, és elárulja, hogy Judy terhes.
Ava Toni barlangjába megy, ahol megöli néhány emberét, mielőtt átadna Toninak egy zsák pénzt, hogy kifizesse Michael adósságát. Ava fojtogatni kezdi Tonit, és már épp kitörné a nyakát, de aztán meggondolja magát, életben hagyja, miközben figyelmezteti, hogy tartsa magát távol Michaeltől.
Visszatérve a szállodájába, Avát megtámadja Simon. Összeverekednek, és mindketten súlyos sérüléseket szenvednek. Simon kimerülten elmenekül, de előtte figyelmezteti Avát, hogy megöli, ha még egyszer meglátja.  Ava üldözőbe veszi Simont, sarokba szorítja és megöli a Zakim híd alatt. Ava elmegy a nővére házához, figyelmezteti Judyt, hogy hagyja el az országot, és megadja neki egy svájci bankszámla számát, amely Ava keresetével van tele. Mielőtt elmegy, Michael átad neki egy levelet Duke-tól, aki azt írja, hogy elégedett azzal, ahogy az élete alakult. Miközben az utcán sétál, Avát Simon lánya, Camille követi.

## Szereplők
| Szerep                    | Színész           | Magyar hang      |
| ------------------------- | ----------------- | ---------------- |
| Ava Faulkner              | Jessica Chastain  | Bartsch Kata     |
| Duke                      | John Malkovich    | Kőszegi Ákos     |
| Michael, Ava ex-vőlegénye | Common            | Kálid Artúr      |
| Bobbi Faulkner, Ava anyja | Geena Davis       | Kovács Nóra      |
| Judy Faulkner, Ava húga   | Jess Weixler      | Eke Angéla       |
| Simon                     | Colin Farrell     | Czvetkó Sándor   |
| Peter Hamilton            | Ioan Gruffudd     | Mihályfi Balázs  |
| Toni                      | Joan Chen         | Bertalan Ágnes   |
| Camille, Simon lánya      | Diana Silvers     | Rudolf Szonja    |
| Gunther                   | Christopher Domig | Mesterházy Gyula |
| Alejandro                 | Joe Sobalo, Jr    | Szabó Andor      |
| Teddy                     | Michel Muller     |                  |

## A film készítése
2018 augusztusában arról számoltak be, hogy Tate Taylort választották az Eve című film rendezésére, Matthew Newton helyett. 2018 szeptemberében Colin Farrell, Common és John Malkovich csatlakozott a film szereplőihez. 2018 októberében Christopher Domig, Diana Silvers, Geena Davis, Joan Chen és Jess Weixler csatlakozott a szerepgárdához. 2019 novemberében bejelentették, hogy a film hivatalos új címe Ava lett.
A film forgatása 2018. szeptember 24-én kezdődött Bostonban.

## Konfliktusok a film körül
2018 augusztusában a produkció kritikát váltott ki Matthew Newton miatt, akit annak idején rendezőnek választottak, többszörös támadással és családon belüli erőszakkal vádolták meg. A vádak mellett bűnösnek vallotta magát Brooke Satchwell, akkori barátnője bántalmazásában is. Jessica Chastaint a Me Too-mozgalom szószólóját képmutatással vádolták a Newtonnal való együttműködés miatt. Newton végül visszalépett a film rendezésétől, Tate Taylort pedig felvették helyére. Newton a film forgatókönyvírója lett.

## Fordítás
- Ez a szócikk részben vagy egészben  az   Ava (2020 film) című angol Wikipédia-szócikk fordításán alapul.  Az eredeti cikk szerkesztőit annak laptörténete sorolja fel. Ez a jelzés csupán a megfogalmazás eredetét és a szerzői jogokat jelzi, nem szolgál a cikkben szereplő információk forrásmegjelöléseként.